# Pinus attenuata
Pinus attenuata (сосна струнка) — це вид хвойних дерев роду сосна родини соснових.

## Опис
Сосна струнка як правило має конічну крону з прямим стовбуром. Досягає до висоти 8–24 метрів. Кора гладка, і сіро-бура (коли молода), стає темно-сіра. Гілочки червоно-коричневий і часто смолисті. Хвоїнки зібрані три в пучку, зберігається 4–5 роки, довжина хвої (8)9–15(20) см × ширина (1)1,3–1,8 мм, прямі або злегка зігнуті, викривлені, жовто-зеленого забарвлення.

## Ґрунти
Віддає перевагу сухим скелястим гірським ґрунтам, помірних та субтропічних поясів.

## Поширення
Країни зростання: Мексика, США (Каліфорнія, Орегон).